# 中国国家自然遗产、国家自然与文化双遗产预备名录
《中国国家自然遗产、国家自然与文化双遗产预备名录》（以下简称《预备名录》），理论上是推荐列入《世界自然遗产、自然与文化双遗产预备名单》的候选名录。根据原建设部《关于做好建立〈中国国家自然遗产、国家自然与文化双遗产预备名录〉工作的通知》，《预备名录》项目被推荐列入《世界自然遗产、自然与文化双遗产预备名单》后，将不再《预备名录》中保留，但在实际运作中却存在差异现象，主要表现于：
- 在首批《预备名录》于2006年公布前有关名录中的许多项目实际早已列入《世界自然遗产、自然与文化双遗产预备名单》，如五台山和海坛风景名胜区等；
- 在次批《预备名录》于2009年公布前有关名录中的部分项目实际提前列入《世界自然遗产、自然与文化双遗产预备名单》，如恒山和冠豸山风景名胜区等。

## 第一批中国国家自然遗产、国家自然与文化双遗产预备名录
国家自然遗产预备名录（17处）：
- 黑龙江
  - 五大连池风景名胜区

- 吉林
  - 长白山植被垂直景观及火山地貌景观

- 福建
  - 海坛风景名胜区

- 江西
  - 三清山风景名胜区 (已登入世界自然遺產)
  - 武功山风景名胜区

- 河南
  - 云台山风景名胜区

- 湖南
  - 崀山风景名胜区 (已登入世界自然遺產)

- 重庆
  - 天坑地缝风景名胜区
  - 金佛山风景名胜区 (已登入世界自然遺產)

- 四川
  - 贡嘎山风景名胜区
  - 若尔盖湿地

- 贵州
  - 织金洞风景名胜区
  - 马岭河峡谷风景名胜区
  - 平塘省级风景名胜区

- 云南
  - 澄江动物化石群保护地 (已登入世界自然遺產)

- 青海
  - 青海湖风景名胜区

- 新疆
  - 喀纳斯自治区级风景名胜区

国家自然与文化双遗产预备名录（13处）：
- 山西
  - 五台山风景名胜区(已登入世界文化遺產)

- 安徽
  - 九华山风景名胜区

- 福建
  - 清源山风景名胜区

- 江西
  - 龙虎山风景名胜区 (已登入世界自然遺產)
  - 高岭－瑶里风景名胜区

- 河南
  - 嵩山风景名胜区

- 湖南
  - 南岳衡山风景名胜区
  - 紫鹊界－梅山龙宫风景名胜区

- 贵州
  - 黄果树风景名胜区及屯堡文化

- 云南
  - 大理苍山与南诏历史文化遗存

- 陕西
  - 华山风景名胜区

- 甘肃
  - 麦积山风景名胜区 (已登入世界文化遺產)

- 宁夏
  - 贺兰山－西夏王陵风景名胜区

## 第二批中国国家自然遗产、国家自然与文化双遗产预备名录
国家自然遗产预备名录 (18处)：
- 北京
  - 房山岩溶洞穴及峰丛地貌

- 河北
  - 承德丹霞地貌

- 山西
  - 壶口风景名胜区

- 黑龙江
  - 扎龙自然保护区

- 辽宁
  - 本溪水洞风景名胜区

- 浙江
  - 方岩风景名胜区

- 福建
  - 冠豸山风景名胜区
  - 太姥山风景名胜区

- 江西
  - 鄱阳湖湿地

- 湖南
  - 万佛山－侗寨省级风景名胜区

- 四川
  - 佛宝－蜀南竹海风景名胜区
  - 光雾山－诺水河风景名胜区

- 贵州
  - 兴义锥状喀斯特

- 西藏
  - 纳木错
  - 格拉丹东－长江源
  - 土林－古格

- 新疆
  - 天山天池风景名胜区 (已登入世界自然遺產)
  - 赛里木湖风景名胜区

国家自然与文化双遗产预备名录 (8处)：
- 山西
  - 恒山风景名胜区
  - 芦芽山省级风景名胜区

- 黑龙江
  - 兴凯湖省级风景名胜区

- 江苏
  - 南京中山陵

- 安徽
  - 天柱山风景名胜区

- 江西
  - 井冈山风景名胜区

- 山东
  - 济南名泉

- 四川
  - 剑门蜀道风景名胜区